# James Edward Sullivan
James Edward Sullivan (New York, 8 novembre 1862 – New York, 16 settembre 1914) è stato un dirigente sportivo e scrittore statunitense.
Fu uno dei fondatori dell'Amateur Athletic Union il 21 gennaio 1888, divenendone segretario dal 1889 al 1906, quando fu eletto presidente di questa federazione sportiva fino al 1909. Sullivan fu anche presidente della Greater New York Irish Athletic Association nel 1903 e fu anche membro della New York City Board of Education dal 1908 al 1912.

## Biografia
Nato a New York, iniziò a lavorare nel 1878 sotto la guida di Frank Leslie. Nel 1880, fondò una rivista, il The Athletics News, proseguendo così la propria carriera nel campo dell'editoria sportiva e nelle aziende di articoli sportivi, occupandosi ad esempio del comparto pubblicitario della Spalding. Come atleta, fu membro dal 1877 del Pastime Athletic Club, vincendo il campionato generale del clunb nel 1888 e nel 1889.
Sullivan fu anche una delle persone più influenti nel primo movimento olimpico, sebbene il suo rapporto con il presidente del Comitato Olimpico Internazionale Pierre de Coubertin fosse piuttosto teso; contribuì a fondare, insieme a William Milligan Sloane, il Comitato Olimpico degli Stati Uniti nel 1894 e fu uno dei principali organizzatori dei Giochi della III Olimpiade. Decise di consentire solo una stazione d'acqua sul percorso della Maratona, disputata su strade sterrate, con molta umidità e con una temperatura ambientale di 32 °C; la sua ragione apparente era quella di condurre ricerche sulla disidratazione. La gara si concluse con il peggior rapporto tra partecipanti e finalisti (14 su 32) e di gran lunga il tempo di vittoria più lento, 3:28:45. Fu anche organizzatore delle Giornate Antropologiche, una serie di competizioni riservate a varie popolazioni indigene, che lo stesso de Coubertin descrisse come una "scandalosa mascherata" che rappresentava "il punto più basso del moderno spettacolo olimpico". Durante i Giochi della V Olimpiade, Sullivan, per conto del Comitato Olimpico degli Stati Uniti, impedì ad alcune nuotatrici statunitensi di partecipare ad alcune competizioni riservate alle donne.
Nel 1911 venne ferito in un incidente ferroviario a Fort Wayne, in Indiana. Morì il 16 settembre 1914 al Mount Sinai Hospital di New York dopo un'operazione all'intestino. Il suo funerale si tenne il 19 settembre 1914 nella St. Aloysius Catholic Church. Dopo la sua morte, i campionati nazionali di atletica leggera all'aperto del 1914 furono rinviati (dal 19 settembre al 3 ottobre) in suo onore. Nel 1930, l'Amateur Athletic Union istituì il Premio James E. Sullivan in suo onore, assegnato ogni anno al miglior atleta dilettante negli Stati Uniti. Nel 1977 è stato inserito nella National Track & Field Hall of Fame.